# Wijnborstpieper
De wijnborstpieper (Anthus roseatus) is een zangvogelsoort uit het geslacht Anthus van de familie piepers en kwikstaarten.

## Verspreiding en leefgebied
De Wijnborstpieper komt voor Afghanistan, Bangladesh, Bhutan, China, India, Zuid-Korea, Myanmar, Nepal, Pakistan, Thailand en Vietnam.

## Status
De wijnborstpieper heeft een groot verspreidingsgebied en de grootte van de populatie is niet gekwantificeerd. Er is geen aanleiding te veronderstellen dat de soort in aantal achteruit gaat. Daarom staat deze pieper als niet bedreigd op de Rode Lijst van de IUCN.